# 克尼亞吉尼諾區

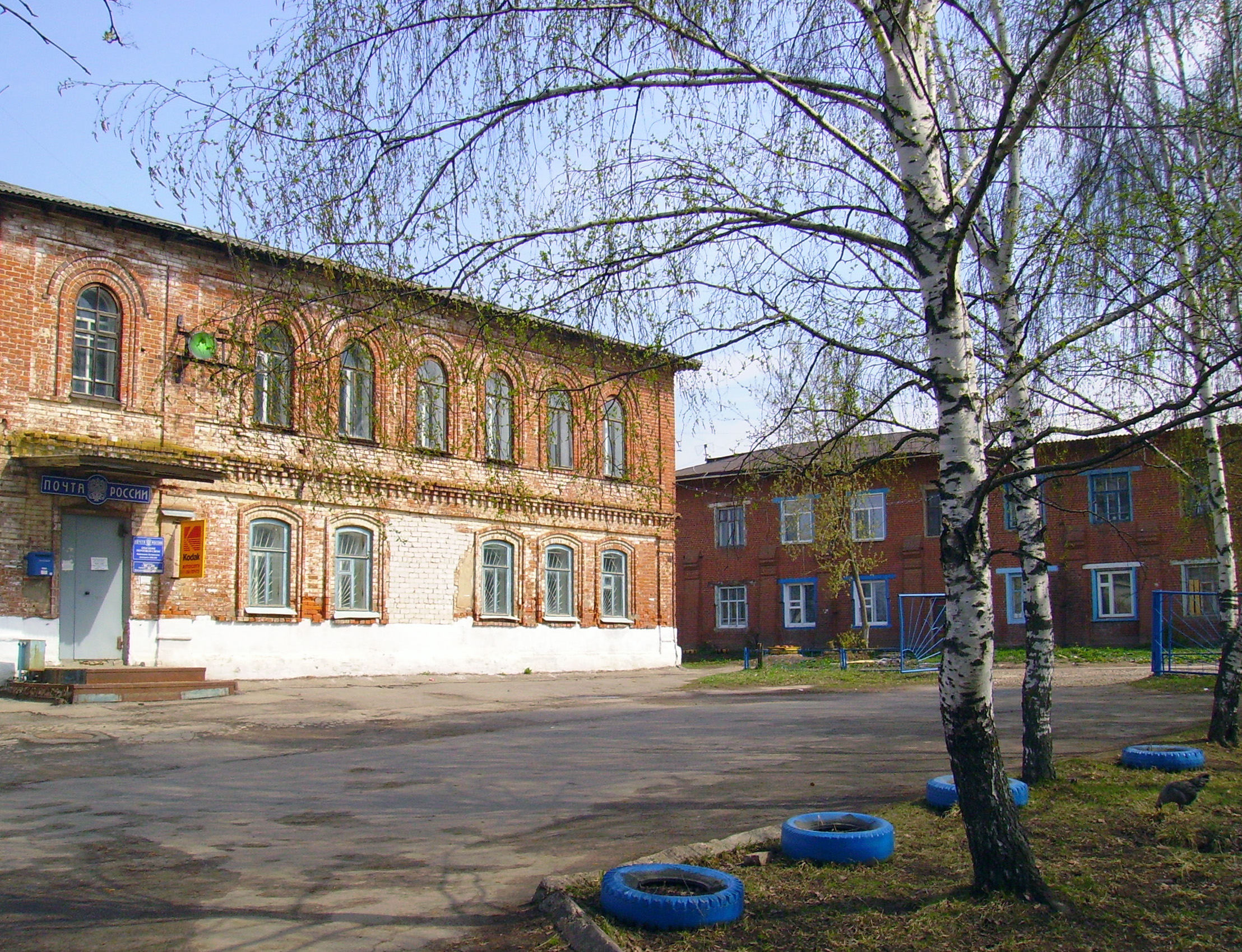

55°49′N 45°02′E / 55.817°N 45.033°E
克尼亞吉尼諾區（俄语：Княгининский район），是俄羅斯的一個區，位於該國西部，由下諾夫哥羅德州負責管轄，始建於1944年，面積769.9平方公里，2010年人口11,922，人口密度每平方公里15.49人。